# Monaster Świętej Trójcy i św. Tryfona w Peczendze
Monaster Świętej Trójcy i św. Tryfona (ros. Печенгский монастырь, fin. Petsamon luostari) – męski klasztor prawosławny położony na Półwyspie Kolskim u ujścia rzeki Pieczenga do Morza Barentsa, 135 km na zachód od Murmańska, w Łuostari (w pobliżu osiedla Peczenga), koło granicy z Norwegią. Monaster znajduje się w eparchii siewieromorskiej Rosyjskiego Kościoła Prawosławnego.

## Historia

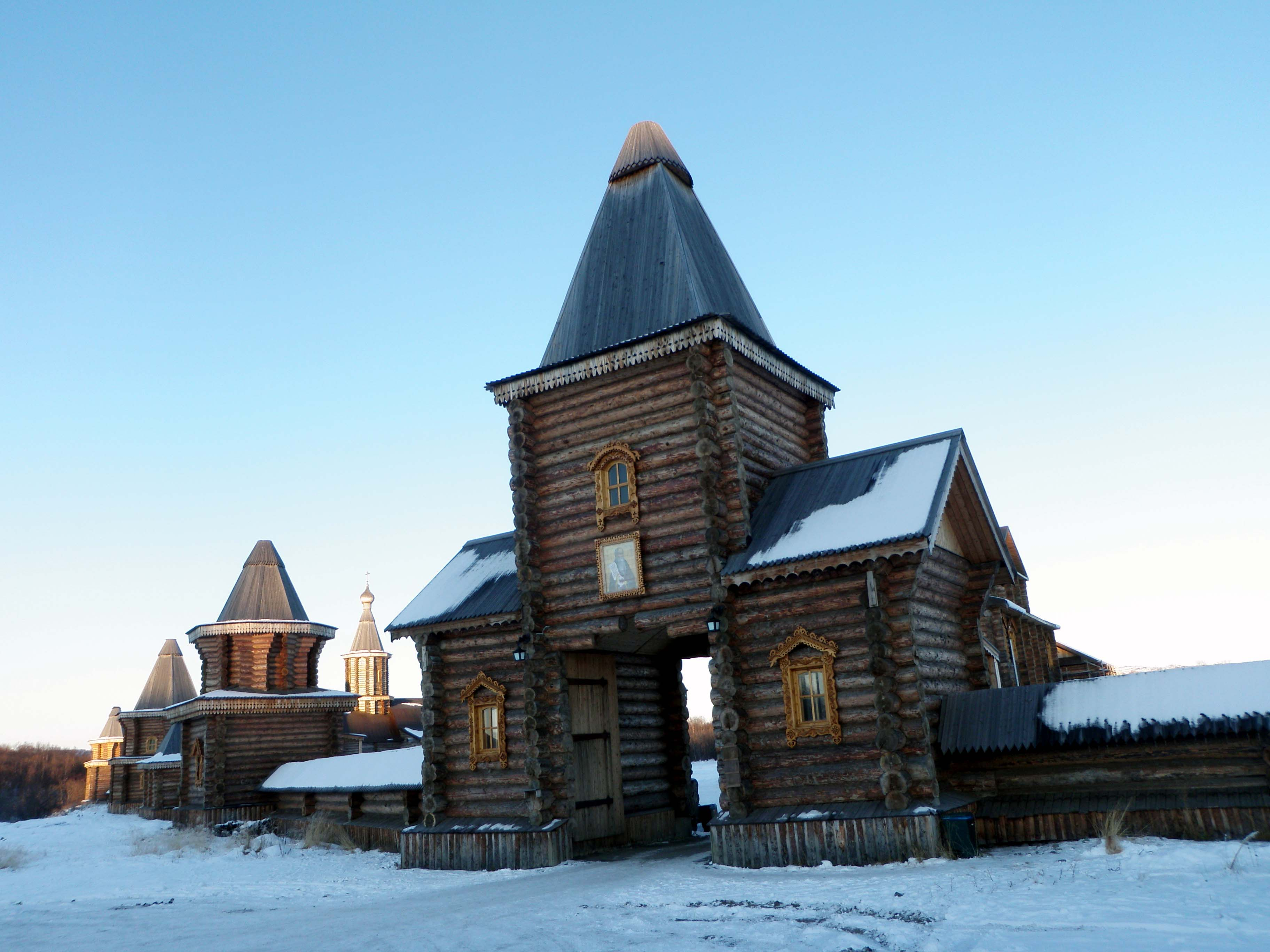
Brama wjazdowa, w głębi widoczna wieża soboru Świętej Trójcy (Łuostari)

Prawosławny klasztor został założony w 1532 przez św. Tryfona, mnicha z Nowogrodu, który chciał nawracać pogańskich Lapończyków. Wzniósł cerkiew Świętej Trójcy i zorganizował przy niej monaster, który był uznawany za najbardziej na północ położony klasztor na świecie. W 1572 klasztor liczył już 50 mnichów. W 1583 klasztor został najechany i spalony przez Szwedów, którzy zamordowali 51 mnichów i wielu świeckich. W 1591 car moskiewski Fiodor I nakazał odbudować klasztor, jednak ten spłonął w 1619. Nowy klasztor został przeniesiony do osady, jednak zaprzestał działalności i został przez Święty Synod rozwiązany w 1764. 

W 1886, gdy wzmogła się rosyjska kolonizacja, klasztor odbudowano w pierwotnym miejscu. Wkrótce składał się z dwóch części: Górnego Klasztoru z grobem Tryfona i męczenników zabitych przez Szwedów oraz Dolnego Klasztoru z widokiem na zatokę.

W 1920 klasztor wraz z Petsamo znalazł się na terytorium Finlandii. Budynki klasztorne zostały zniszczone w czasie II wojny światowej, a operacja petsamsko-kirkeneska spowodowała, że teren klasztoru w 1944 objął ZSRR. Spowodowało to ewakuację mnichów do Monastyru Nowy Wałaam w Finlandii. 

Działalność klasztoru została reaktywowana w 1997. Od 2012 główna część monasteru mieści się w przysiółku Łuostari – tam zbudowano sobór Świętej Trójcy oraz nowy dom zakonny. Do klasztoru należą jeszcze 2 cerkwie: Narodzenia Pańskiego w Peczendze oraz Świętych Borysa i Gleba w przysiółku Borysoglebski.